# Маккейг, Дональд
До́нальд Макке́йг (англ. Donald McCaig; 1 мая 1940, Бьютт, Монтана — 11 ноября 2018, Хайленд, Виргиния) — американский писатель, поэт, эссеист.

## Биография
Дональд Маккейг родился 1 мая 1940 года в Бьютт (Монтана).
Отслужил два года в Корпусе морской пехоты США, после чего поступил в Государственный колледж штата Монтана, который окончил в 1963 году, получив степень бакалавра в области философии. Некоторое время преподавал в Университете Уэйна в Детройте и в Университете Уотерлу в Онтарио. Затем Маккейг переехал в Нью-Йорк, где у него была короткая, но успешная карьера в рекламном бизнесе.
В 1971 году Дональд Маккейг вместе со своей подругой Энн Эшли, которая впоследствии стала его женой, поселился на овцеводческой ферме в западных горах Виргинии.
Через год, испытав трудности и лишения фермерской жизни, потеряв треть своего стада, Маккейг решил приобрести собаку, которая помогала бы пасти овец. Купленный им щенок шотландской овчарки по кличке Пип стал источником писательского вдохновения, и в 1984 году из-под пера Маккейга вышел роман «Испытания Нопа» (англ. Nop's Trials), в котором автор проявил себя экспертом в разведении овец и в психологии.
Интерес к местной истории привёл писателя к созданию объёмного романа «Лестница Иакова» (англ. Jacob's Ladder) в 1998 году. Основанный на исторических фактах и изобиловавший подробностями гражданской войны, роман обрёл признание критиков и в 1999 году удостоился высшей премии Американской библиотечной ассоциации за мастерство в военной художественной литературе.
Опубликованный в 2008 году роман «Канаан» (англ. Canaan) получил премию Майкла Шаары за мастерство в художественной литературе о Гражданской войне. Творчество писателя принесло Маккейгу множество литературных наград и почетных званий, таких как премия Prix Litteraire, награда Американской библиотечной ассоциации, приз за лучший роман о гражданской войне, премия Джона Эстена Кука и многие другие.
Одним из его самых известных романов считается «Ретт Баттлер», который был опубликован в ноябре 2007 года, продолжение «Унесённых ветром», авторизованное наследниками Маргарет Митчелл.
Умер 11 ноября 2018 года в своём доме в округе Хайленд, штат Вирджиния в возрасте 78 лет. Причиной была хроническая обструктивная болезнь лёгких и болезнь сердца.